# Ayran aşı

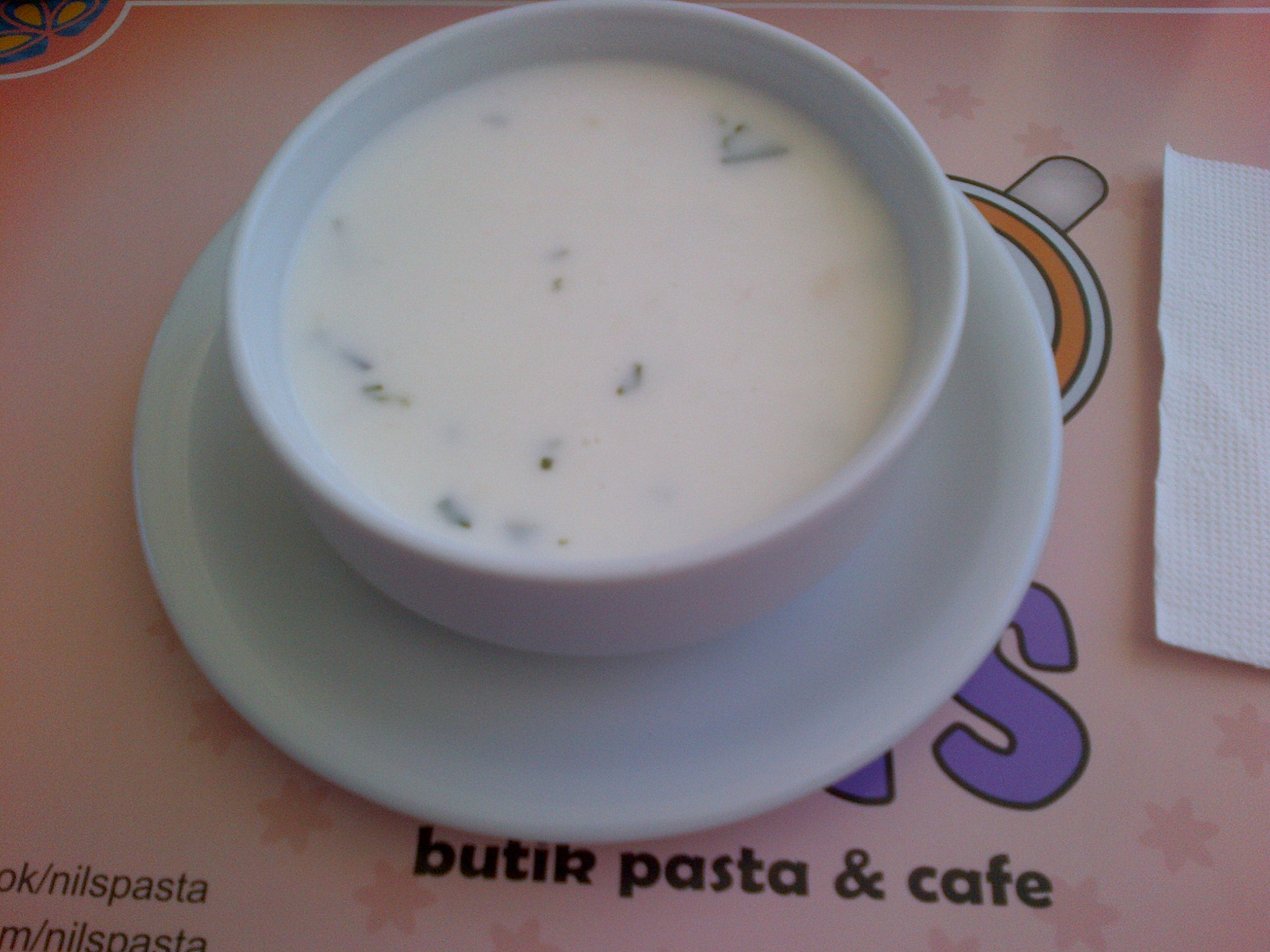
Ayran aşı o "çorbası"

Ayran aşı o Ayran çorbası és una sopa freda de la cuina turca. Els seus ingredients bàsics són iogurt, aigua, blat i cigrons cuits.
S'anomena així perquè, en turc, el iogurt amb aigua s'anomena ayran i la sopa s'anomena çorba. És una sopa freda que es serveix molt al sud de Turquia i també en els restaurants especialitzats en kebabs a tot el país.